# Ufuldkommen konkurrence
Indenfor økonomi er ufuldkommen konkurrence betegnelsen for markedsstrukturer, der ikke lever op til de betingelser, der gælder for fuldkommen konkurrence.
Typer af ufuldkommen konkurrence omfatter:
- Oligopol, hvor der kun er få sælgere af et produkt.
- Monopolistisk konkurrence, hvor der er mange sælgere af stærkt differentierede produkter.
- Monopson, hvor der er mange sælgere men kun én køber, og oligopson, hver der er mange sælgere og få købere.
- Karteller, hvor virksomheder samarbejder om at begrænse konkurrencen med henblik på at kunne hæve priserne.

Ifølge den danske forsker Hubert Buch-Jensen er virkelighedens markeder for det meste domineret af store virksomheder, som på forskellig vis er i stand til at påvirke prisniveauet via kartelsamarbejde, fusionering eller andre tiltag.

## Andre referencer
- Massimiliano Vatiero (2009), "An Institutionalist Explanation of Market Dominances". World Competition. Law and Economics Review, 32(2):221-6.